# Итальянский свадебный суп
Итальянский свадебный суп, мине́стра марита́та (итал. minestra maritata , неап. menesta mmaretata) — итальянский суп, состоящий из зелёных листовых овощей и мяса. Является типичным блюдом кухни региона Кампания, популярен в Неаполе. Также является частью гастрономических традиций региона Чочария на юге Лацио. Суп стал чрезвычайно популярным за пределами Италии, в частности в США и Канаде, где его можно встретить в любом итальянском ресторане.

## Происхождение
Термин «свадебный суп» происходит от итальянского названия «minestra maritata» («брачный суп»), которое указывает на аромат, создаваемый сочетанием («свадьбой») овощей и мяса.
Есть мнение, что свадебный суп — это неаполитанская интерпретация испанского блюда олья подрида и что блюдо утвердилось во времена испанского доминирования в Неаполе, но нет никаких документов, которые могли бы это подтвердить.

## Приготовление
Сегодня готовится во время религиозных праздников, в неаполитанской кухне характерен для рождественских и пасхальных обедов, но в постренессансный период в Неаполе и его окрестностях суп был среди самых популярных и готовился круглый год.
По сути, как и многие итальянские рецепты, это было крестьянское блюдо, приготовленное из любых оставшихся кусочков мяса и большого количества огородной и дикой зелени.
Рецепт с годами был значительно изменён, в результате чего были исключены или модифицированы ингредиенты, которые всё реже встречаются на рынке. Однако во время традиционных праздников на местных рынках Неаполя всё ещё можно купить типичные овощи для приготовления супа: цикорий, эндивий, савойская капуста, кудрявая капуста, шпинат, огуречная трава, что придает ему горьковатый оттенок. В некоторых вариантах также используется разновидность цикория пунтарель (неаполит.: puntarelle). Из мяса обычно используется свинина, жирная свиная колбаса (nnoglia или salame pezzente) и другие мясные изделия. Свадебный суп также часто готовится на прозрачном курином бульоне. В американизированной (или канадской) версии обычно используются фрикадельки, и часто с меньшим количеством зелени, чем в традиционной итальянской версии.
Свадебный суп иногда содержит рис или макаронные изделия (обычно кавателли, фузилли, аcini di pepe, pastina, orzo и т. д.), чечевицу, морковь, тертый сыр пармезан.
По традиции вместо поджаренного хлеба используют скальоцци (scagliozzi), жареные блинчики из кукурузной муки округлой формы, или кусочки поленты, которые кладут на дно тарелки.